# Îlets Pigeon
De Îlets Pigeon zijn twee onbewoonde eilanden in het Franse overzeese departement Guadeloupe. De groep bestaat uit Grand Îlet van 7 hectare en Petit Îlet van 1 hectare. De eilanden bevinden zich 1,1 km van het strand Plage de Malendure op het hoofdeiland Basse-Terre. Rond de eilanden bevinden zich koraalriffen rond de eilanden die veel bezocht worden door duikers. In 1996 werd het beschermd als Réserve Cousteau, en vernoemd naar Jacques-Yves Cousteau. In 2009 werd het een onderdeel van het Nationaal Park Guadeloupe.

## Geschiedenis
In 1959 was Jacques-Yves Cousteau in Guadeloupe voor het testen van de onderzeeboot SP-350. Tijdens een duik was er een kortsluiting, en moest de onderzeeboot gerepareerd worden. Het team ging duiken bij Îlets Pigeon en was onder de indruk van de kwaliteit van de koraalriffen. De riffen werden vervolgens gebruikt in een documentaire. In 1974 pleitte Cousteau bij INRA voor de bescherming van de zee rond de eilanden. In 1996 werden de eilanden en een gebied van 9,81 km2 beschermd als Réserve Cousteau. In 2004 werd een buste van Cousteau op een diepte van 12 meter geplaatst rond de eilanden. In 2009 werd Réserve Cousteau een onderdeel van het Nationaal Park Guadeloupe.

## Overzicht
Rond de eilanden bevinden zich zes duikplekken. Aan de oostkant bereikt de zee een diepte van 40 meter, en aan de westkant 60 meter. Rond de eilanden zijn drie scheepswrakken geplaatst. Het rif en het strand kunnen erg druk zijn met name als cruiseschepen in de haven liggen.
Reptielen die op de eilanden voorkomen zijn de hagedis Anolis marmoratus, de endemische hagedis, Anolis kahouannensis, die alleen voorkomt op de Îlets Pigeon en Îlet Kaouhanne, de gekko Sphaerodactylus fantasticus, en de huisgekko. Bedreigingen vormt de aanwezigheid van ratten.

## Galerij

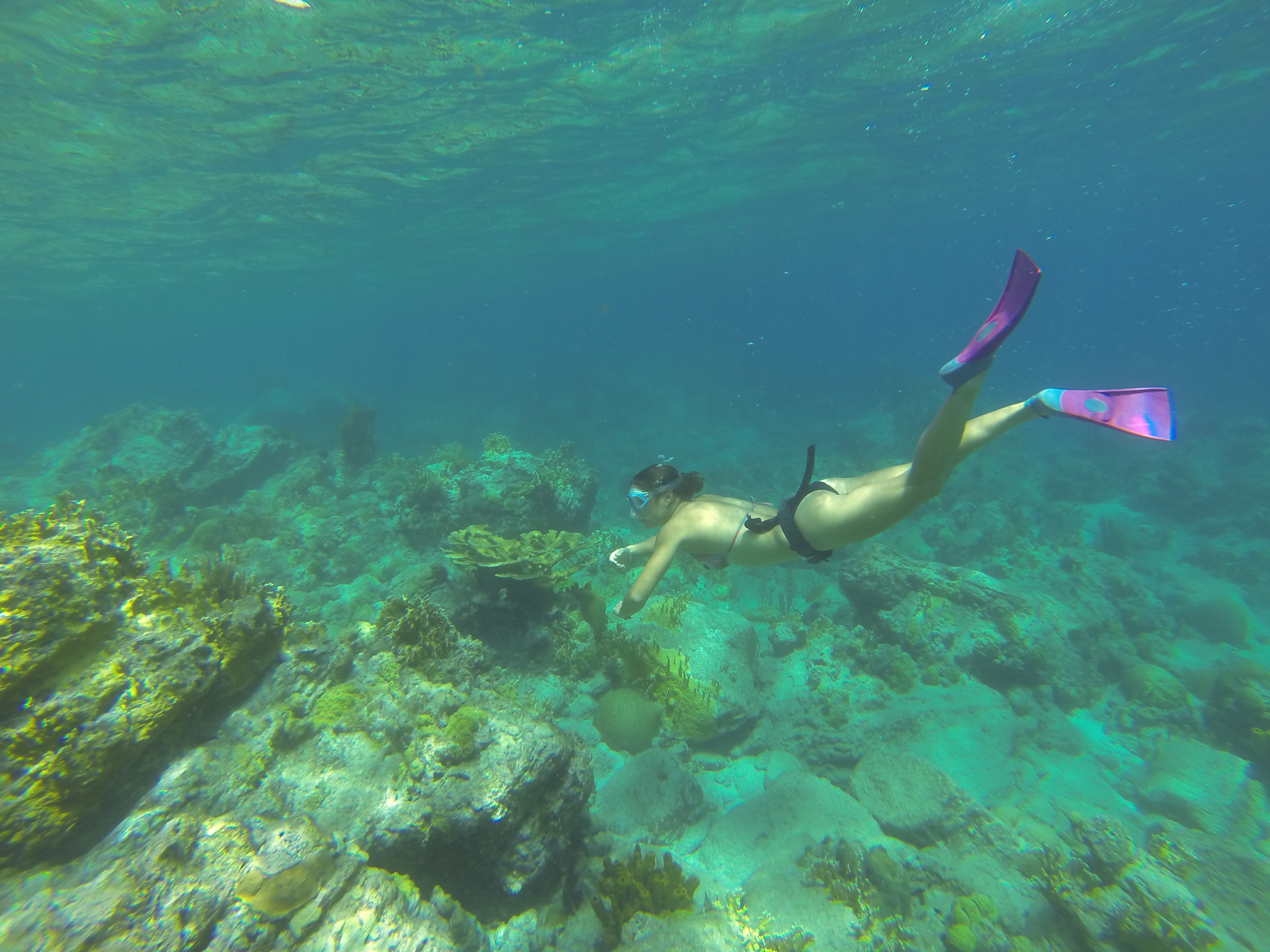
Koraalriffen van Îlets Pigeon
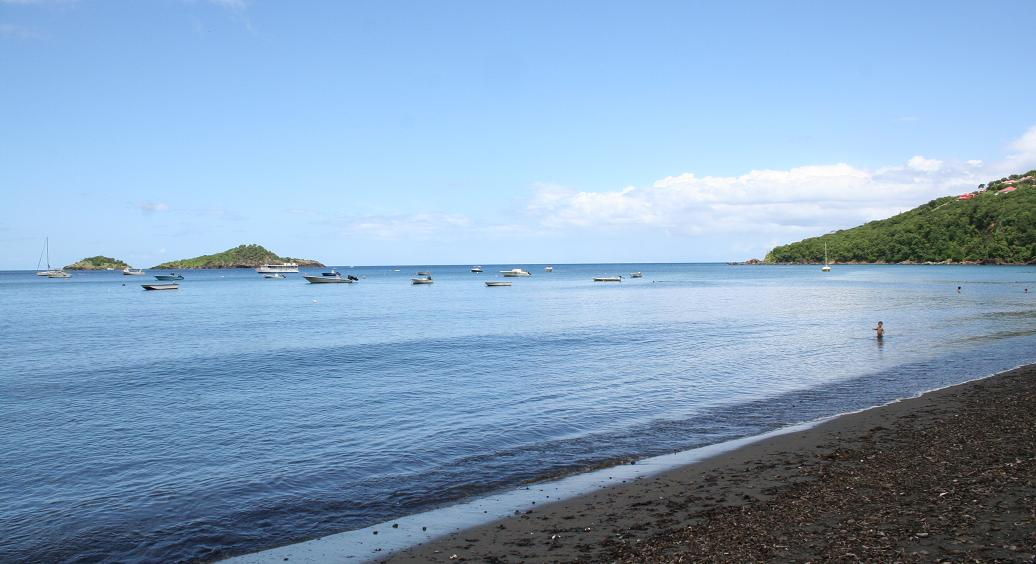
Îlets Pigeon gezien vanaf het strand Plage de Malendure
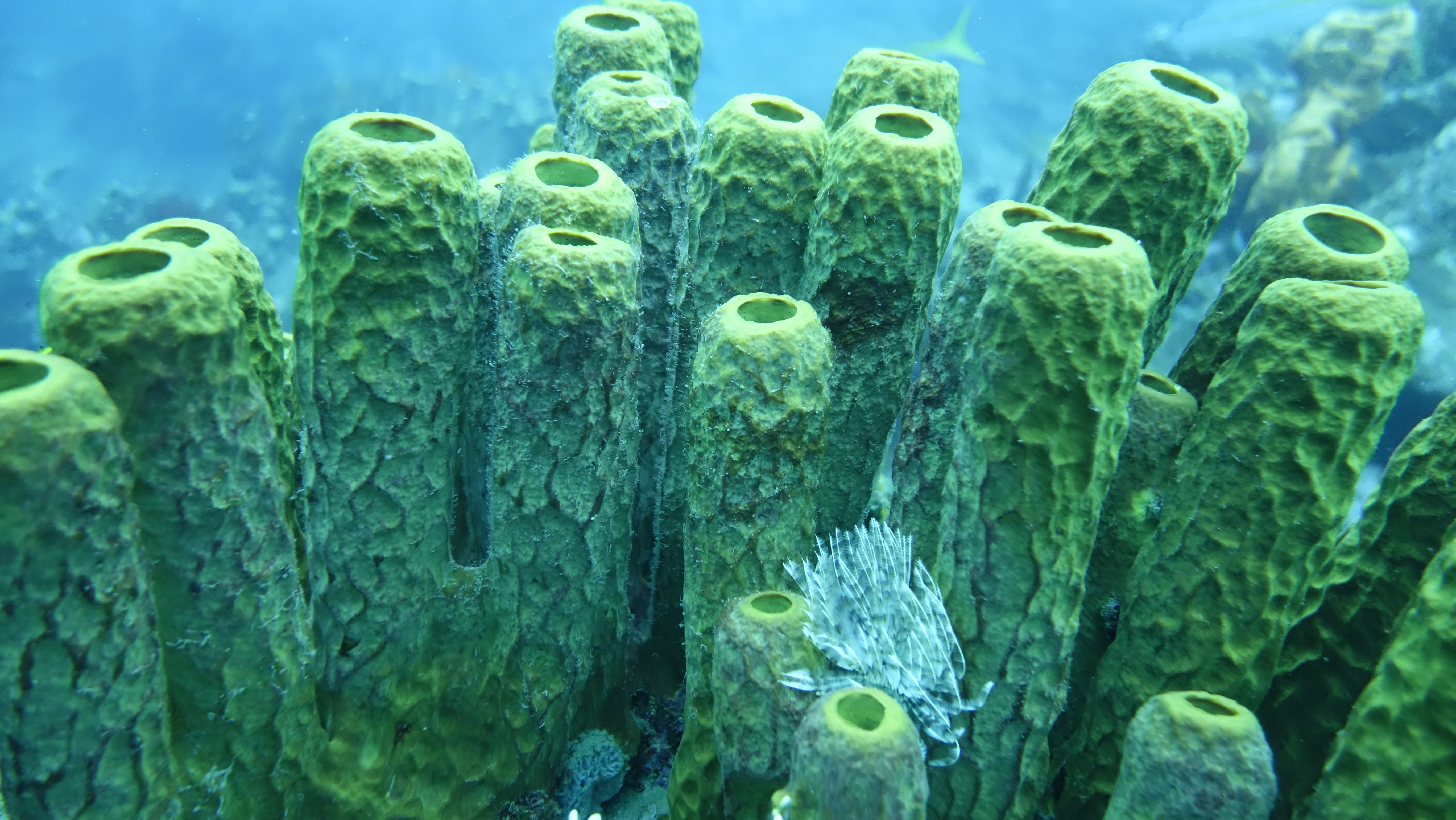
Een Sabellidae tussen het koraal
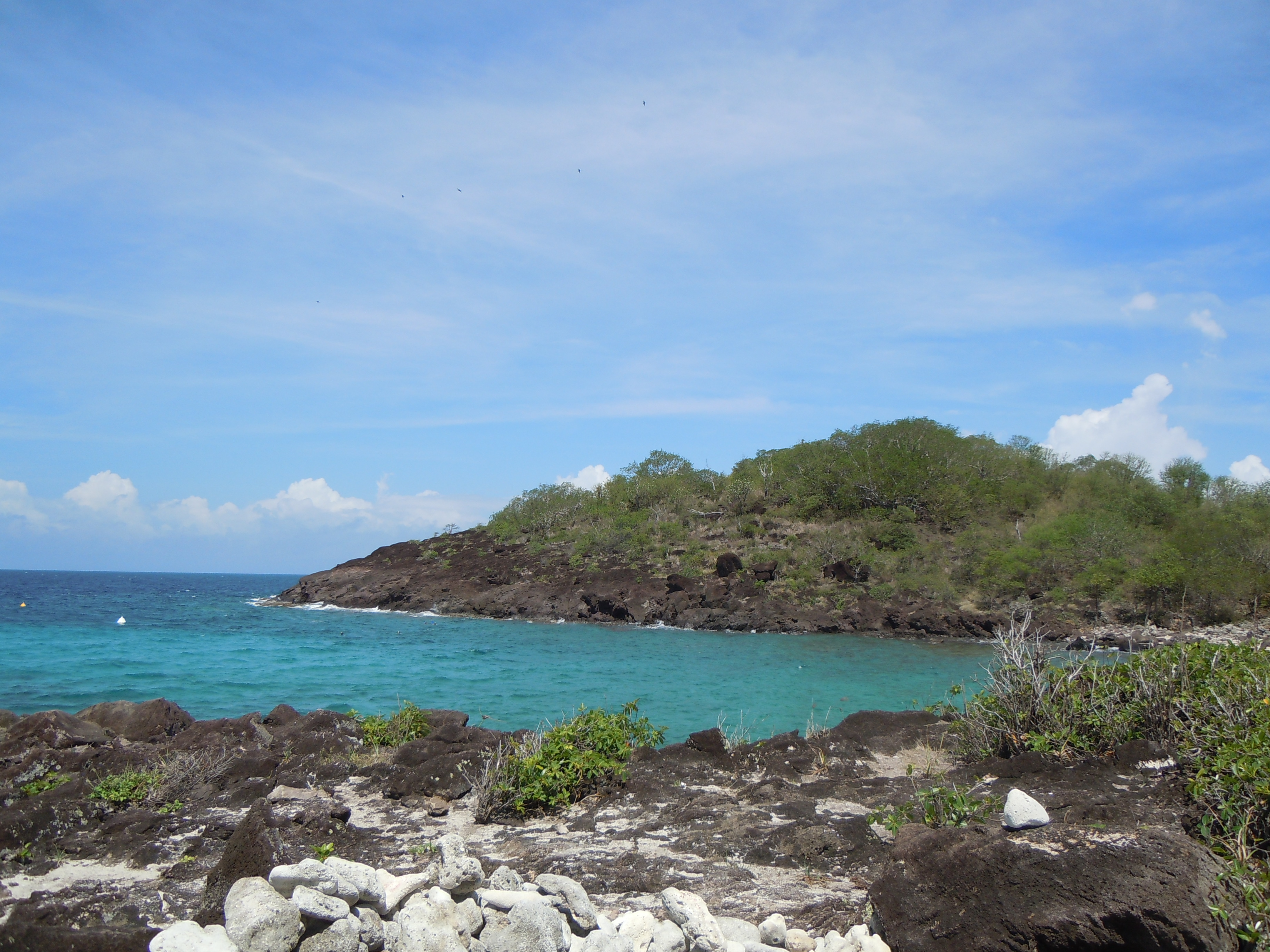
Grande Îlet

Grand-Îlet · Îles de la Petite-Terre · Îlet du Gosier · Nationaal Park Guadeloupe (Grand Cul-de-Sac Marin · Réserve Cousteau)
Basse-Terre (Îlets Pigeon) · Grande-Terre (Îlet du Gosier) · Îles des Saintes (Îlet à Cabrit · Grand-Îlet · Terre-de-Bas · Terre-de-Haut) · La Désirade (Îles de la Petite-Terre) · Marie-Galante